# Popis masonskih velikih loža u Južnoj Americi
Slobodno zidarstvo je prisutno u velikoj većini država u Južnoj Americi. U svakoj južnoameričkoj državi, osim u Brazila i Kolumbije, je prisutna po jedna regularna velika loža priznata od Ujedinjene velike lože Engleske, dok je više od jedne velike lože liberalnog i adogmatskog ustroja prisutno u nekim državama. U Brazilu i Kolumbiji su regularne velike lože organizirane prema saveznim državama.

## Argentina
- Velika loža Argentine (španj. Gran Logia de la Argentina)[1] je regularna velika loža u Argentini. Članstvo: CMI.
- Velika ženska loža Argentine (Gran Logia Femenina de Argentina).[2] Članstvo: CLIPSAS, FAMAF.
- Veliki federalni orijent Republike Argentina (Gran Oriente Federal de la República Argentina), skraćeno GOFRA.[3] Članstvo: CLIPSAS.
- Velika ujedinjena federalna loža Argentine (Gran Logia Unida Federal Argentina), skraćeno GLUFA.[4] Članstvo: ICUGL.
- Velika simbolička loža Argentine (Gran Logia Simbólica Argentina).[5]
- Veliki središnji orijent Republike Argentina (Gran Oriente Central de la República Argentina)
- Argentinska prionirska federacija "Le Droit Humain" je (Le Droit Humain de la Federación Pionera Argentina) je ogranak međunaronog Le Droit Humain-a.[6]
- Kotarska velika loža Južne Amerije – Južna divizija (engl. District Grand Lodge of South America, Southern Division) je kotarska velika loža u strukturi Ujedinjene velike lože Engleske (UGLE) koja djeluje u Argentini, Čileu i Urugvaju.
- Veliki orijent Latinske Amerike (Gran Oriente Latinoamericano), skraćeno GOLA,[7] djeluje u Argentini, Čileu, Ekvadoru, Urugvaju, Guatemali te Europi. Članstvo: CLIPSAS.
- Velika škotska loža Argentine (Gran Logia Escocista Argentina).[8] Članstvo: CMSA.

## Bolivija
- Velika loža Bolivije (španj. Gran Logia de Bolivia)[9] je regularna velika loža u Boliviji. Članstvo: CMI, CMB.
- Velika loža Cochabamba Bolivija "Funlomasbo" (Gran Logia de Cochabamba Bolivia "Funlomasbo").[10] Članstvo: CLIPSAS.
- Velika ženska loža Bolivije (Gran Logia Femenina de Bolivia).[11] Članstvo: FAMAF.
- Velika loža Yorčkog obreda Bolivije (Gran Logia del Rito de York en Bolivia).[12] Članstvo: CMSA.
- Velika tradicionalna loža Bolivije Drevnog i prihvaćenog škotskog obreda (Gran Logia Tradicional de Bolivia del Rito Escocés Antiguo y Aceptado). Članstvo: ICUGL.

## Brazil

### Regularni ustroj
U Brazilu ravnopravno djeluju tri konkurentna pravca regularnih velikih loža/orijenata: Veliki orijent Brazila koji ima nadležnost nad cijelim Brazilom, 27 velikih loža po federalnim državama (svi povezani u CMSB-u) te 25 velika orijenta po federalnim državama (svi povezani u COMAB-u). Ujedinjena velika loža Engleske (UGLE) priznaje 32 regularne velike lože u Brazilu, i to Veliki orijent Brazila, svih 27 velikih loža i 7 velikih orijenata.
- Veliki orijent Brazila (port. Grande Oriente do Brasil), skraćeno GOB.[14] Članstvo: CMI.
- Kotarska velika loža Južne Amerije – Sjeverna divizija (engl. District Grand Lodge of South America, Northern Division) je kotarska velika loža u strukturi Ujedinjene velike lože Engleske koja djeluje u Brazilu.[15]

#### Velike lože
- Slobodnozidarska velika loža Države Acre (Grande Loja Maçônica do Estado do Acre), skraćeno GLEAc,[16] djeluje u saveznoj državi Acre. Članstvo: CMI.
- Slobodnozidarska velika loža Države Alagoas (Grande Loja Maçônica do Estado de Alagoas), skraćeno GLoMEAl,[17] djeluje u saveznoj državi Alagoas.
- Slobodnozidarska velika loža Amapá (Grande Loja Maçônica do Amapá), skraćeno GLoMaP,[18] djeluje u saveznoj državi Amapá. Članstvo: CMI.
- Slobodnozidarska velika loža Amazonas (Grande Loja Maçônica do Amazonas), skraćeno GLoMAm,[19] djeluje u saveznoj državi  Amazonas. Članstvo: CMI.
- Slobodnozidarska velika loža Države Bahia (Grande Loja Maçônica do Estado da Bahia), skraćeno GLEB,[20] djeluje u saveznoj državi Bahia.
- Slobodnozidarska velika loža Države Ceará (Grande Loja Maçônica do Estado do Ceará ), skraćeno GLMECe,[21] djeluje u saveznoj državi Ceará.
- Slobodnozidarska velika loža Države Espírito Santo (Grande Loja Maçônica do Estado do Espírito Santo), skraćeno GLMEES,[22] djeluje u saveznoj državi Espírito Santo. Članstvo: CMI.
- Slobodnozidarska velika loža Države Goiás (Grande Loja Maçônica do Estado de Goiás), skraćeno GLEG,[23] djeluje u saveznoj državi Goiás. Članstvo: CMI.
- Slobodnozidarska velika loža Države Maranhão (Grande Loja Maçônica do Estado do Maranhão), skraćeno GLEMa,[24] djeluje u saveznoj državi Maranhão.
- Slobodnozidarska velika loža Države Mato Grosso do Sul (Grande Loja Maçônica do Estado de Mato Grosso do Sul), skraćeno GLEMS,[25] djeluje u saveznoj državi Mato Grosso do Sul.
- Slobodnozidarska velika loža Mato Grossa (Grande Loja Maçônica de Mato Grosso), skraćeno GLEMt,[26] djeluje u saveznoj državi Mato Grosso. Članstvo: CMI.
- Slobodnozidarska velika loža Države Minas Gerais (Grande Loja Maçônica de Minas Gerais), skraćeno GLMMG,[27] djeluje u saveznoj državi Minas Gerais. Članstvo: CMI.
- Slobodnozidarska velika loža Pará (Grande Loja Maçônica do Pará), skraćeno GLEPa,[28] djeluje u saveznoj državi Pará. Članstvo: CMI.
- Slobodnozidarska velika loža Države Paraiba (Grande Loja Maçônica do Estado da Paraíba), skraćeno GLEPb,[29] djeluje u saveznoj državi Paraíba.
- Slobodnozidarska velika loža Države Parana (Grande Loja Maçônica do Estado do Paraná), skraćeno GLP,[30] djeluje u saveznoj državi Paraná. Članstvo: CMI.
- Slobodnozidarska velika loža Pernambuco (Grande Loja Maçônica de Pernambuco), skraćeno GLMPe,[31] djeluje u saveznoj državi Pernambuco. Članstvo: CMI.
- Slobodnozidarska velika loža Piaui (Grande Loja Maçônica do Piauí), skraćeno GLMPi,[32] djeluje u saveznoj državi Piauí.
- Slobodnozidarska velika loža Države Rio de Janeiro (Grande Loja Maçonica do Estado do Rio de Janeiro), skraćeno GLMERJ,[33] djeluje u saveznoj državi Rio de Janeiro.
- Slobodnozidarska velika loža Države Rio Grande do Norte (Grande Loja Maçônica do Estado do Rio Grande do Norte), skraćeno GLERN,[34] djeluje u saveznoj državi Rio Grande do Norte.
- Slobodnozidarska velika loža Države Rio Grande do Sul (Grande Loja Maçônica do Estado do Rio Grande do Sul), skraćeno GLojaRS,[35] djeluje u saveznoj državi Rio Grande do Sul. Članstvo: CMI.
- Slobodnozidarska velika loža Države Roraima (Grande Loja Maçônica do Estado de Roraima), skraćeno GLoMERr,[36] djeluje u saveznoj državi Roraima. Članstvo: CMI.
- Slobodnozidarska velika loža Države Rondônije (Grande Loja Maçônica do Estado de Rondônia), skraćeno GLoMaRon,[37] djeluje u saveznoj državi Rondônia. Članstvo: CMI.
- Velika loža Santa Catarina (Grande Loja de Santa Catarina), skraćeno GLSC,[38] djeluje u saveznoj državi Sveta Katarina. Članstvo: CMI.
- Slobodnozidarska velika loža Države São Paulo (Grande Loja Maçônica do Estado de São Paulo), skraćeno GLESP,[39] djeluje u saveznoj državi São Paulo.
- Slobodnozidarska velika loža Države Sergipe (Grande Loja Maçônica do Estado do Sergipe ), skraćeno GLMESe,[40] djeluje u saveznoj državi Sergipe.
- Slobodnozidarska velika loža Države Tocantins (Grande Loja Maçônica do Estado do Tocantins ), skraćeno GLMET,[41] djeluje u saveznoj državi Tocantins. Članstvo: CMI.
- Slobodnozidarska velika loža Federalnog distrikta (Grande Loja Maçônica do Distrito Federal), skraćeno GLMDF,[42] djeluje u Federalnom distriktu. Članstvo: CMI.

#### Veliki orijenti
- Veliki orijent Države Mato Grosso (Grande Oriente do Estado de Mato Grosso), skraćeno GOEMt,[43] djeluje u saveznoj državi Mato Grosso.[UGLE 1] Članstvo: CMI.
- Veliki orijent Mato Grosso do Sul (Grande Oriente de Mato Grosso do Sul), skraćeno GOMS,[44] djeluje u saveznoj državi Mato Grosso do Sul.[UGLE 1] Članstvo: CMI.
- Veliki orijent Rio Grande do Norte (Grande Oriente do Rio Grande do Norte), skraćeno GORN,[46] djeluje u saveznoj državi Rio Grande do Norte.[UGLE 1] Članstvo: CMI.
- Velika orijent Države Rio Grande do Sul (Grande Oriente do Rio Grande do Sul), skraćeno GORGS,[47] djeluje u saveznoj državi Rio Grande do Sul.[UGLE 1] Članstvo: CMI.
- Veliki orijent Parane (Grande Oriente do Paraná), skraćeno GOP,[48] djeluje u saveznoj državi Paraná.[UGLE 1] Članstvo: CMI.
- Veliki orijent Paulista (Grande Oriente Paulista), skraćeno GOP,[49] djeluje u saveznoj državi São Paulo.[UGLE 1] Članstvo: CMI.
- Veliki orijent Santa Catarina (Grande Oriente de Santa Catarina), skraćeno GOSC,[50] djeluje u saveznoj državi Santa Catarina.[UGLE 1] Članstvo: CMI.
- Veliki orijent Države Acre (Grande Oriente do Estado do Acre), skraćeno GOEAc,[51] djeluje u saveznoj državi Acre.
- Veliki orijent Alagoas (Grande Oriente de Alagoas), skraćeno GOAl,[52] djeluje u saveznoj državi Alagoas.
- Veliki orijent Amapá (Grande Oriente Amapaense), skraćeno GOAp,[53] djeluje u saveznoj državi Amapá.
- Veliki orijent Amazonas (Grande Oriente Amazonense), skraćeno GOA, djeluje u saveznoj državi Amazonas. Članstvo: CMI.
- Veliki orijent Bahia (Grande Oriente da Bahia), skraćeno GOBa,[54] djeluje u saveznoj državi Bahia. Članstvo: CMI.
- Veliki orijent Ceará (Grande Oriente do Ceará ), skraćeno GOCe,[55] djeluje u saveznoj državi Ceará.
- Veliki orijent Paraíba (Grande Oriente da Paraíba), skraćeno GOPb,[56] djeluje u saveznoj državi Paraíba. Članstvo: CMI.
- Veliki orijent Države Maranhão (Grande Oriente do Estado do Maranhão), skraćeno GOEMa,[57] djeluje u saveznoj državi Maranhão. Članstvo: CMI.
- Veliki orijent Minas Gerais (Grande Oriente de Minas Gerais), skraćeno GOMG,[58] djeluje u saveznoj državi Minas Gerais. Članstvo: CMI.
- Veliki orijent Rio de Janeiro (Grande Oriente do Rio de Janeiro), skraćeno GORJ,[59] djeluje u saveznoj državi Rio de Janeiro. Članstvo: CMI.
- Neovisni veliki orijent Pernambuco (Grande Oriente Independente de Pernambuco), skraćeno GOIPe,[60] djeluje u saveznoj državi Pernambuco. Članstvo: CMI.
- Veliki orijent Pará (Grande Oriente do Pará), skraćeno GOPará, djeluje u saveznoj državi Pará.
- Veliki orijent Piauí (Grande Oriente do Piauí), skraćeno GOPi,[61] djeluje u saveznoj državi Piauí. Članstvo: CMI.
- Veliki orijent Goiás (Grande Oriente de Goiás), skraćeno GOG,[62] djeluje u saveznoj državi Goiás. Članstvo: CMI.
- Veliki orijent Roraima (Grande Oriente de Roraima), skraćeno GORr,[63] djeluje u saveznoj državi Roraima.
- Veliki orijent Rondônije (Grande Oriente de Rondônia), skraćeno GOR,[64] djeluje u saveznoj državi Rondônia.
- Veliki orijent Sergipe (Grande Oriente de Sergipe), skraćeno GOS, djeluje u saveznoj državi Sergipe.
- Slobodnozidarski veliki orijent Federalnog distrikta (Grande Oriente Maçônico do Distrito Federal), skraćeno GOMDF,[65] djeluje u Federalnom distriktu.

### Kontinentalni ustroj
- Veliki espiritosantski orijent (Grande Oriente Espírito-Santense), skraćeno GOES.[66]
- Velika ujedinjena loža Santa Catarine (Grande Loja Unida de Sta Catarina) djeluje u saveznoj državi Santa Catarina. Članstvo: CLIPSAS.
- Velika ujedinjena loža Paulista  (Grande Loja Unida Paulista), skraćeno GLUP,[67] djeluje u saveznoj državi São Paulo. Članstvo: SOGLIA.
- Veliki neovisni orijent São Paula (Grande Oriente Independiente de São Paulo). Članstvo: CMSA.
- Velika ujedinjena loža Pernambuca  (Grande Loja unida de Pernambuco). Članstvo: CLIPSAS (bivši).
- Velika ujedinjena loža Parane (Grande Loja Unida do Paraná) djeluje u saveznoj državi Paraná. Članstvo: CLIPSAS.
- Brazilska federacija "Le Droit Humain" je (Le Droit Humain Federação Brasileira) je ogranak međunaronog Le Droit Humain-a.[68]
- Brazilsko nacionalno simboličko masonstvo (Maçonaria Symbólica Nacional Brasileira), skraćeno MSNB.[69] Članstvo: SOGLIA i CNMB.
- Unija nezavisnih masonskih loža Minas Gerais (União Mineira de Lojas Maçônicas Independentes), skraćeno UniLojas. Članstvo: CNMB.
- Velika brazilska loža "Mistična zvijezda" (Grande Loja Brasileira Estrela Mística), skraćeno GLoBEM. Članstvo: CNMB.
- Velika brazilska masonska loža (Grande Loja Maçônica Brasileira), skraćeno GLMB.[70]
- Velika loža arhitekata akvarija (Grande Loja Arquitetos de Aquário), skraćeno GLADA.[71] Članstvo: CLIPSAS (bivši).
- Velika loža slobodnih i prihvaćenih zidara Brazila (Grande Loja de Maçons Livres e Aceitos do Brasil), skraćeno GLMLAB. Članstvo: SOGLIA i CNMB.
- Velika mješovita masonska loža Brazila (Grande Loja Maçônica Mista do Brasil).[72]
- Velika nacionalna masonska loža (Grande Loja Maçônica Nacional), skraćeno GLoMN.[73] Članstvo: SOGLIA.
- Velika regularna masonska loža Brazila (Grande Loja Maçônica Regular do Brasil), skraćeno GLMRB. Članstvo: SOGLIA.
- Velika svjetska masonska loža (Grande Loja Maçonica Mundial), skraćeno GLMM.[74] Članstvo: SOGLIA i CNMB.
- Velika tradicionalna loža Brazila (Grande Loja Tradicional do Brasil), skraćeno GLTB.[75] Članstvo: CMSA.
- Velika ujedinjena južnoamerička loža (Grande Loja Unida Sul Americana), skraćeno GLUSA.[76] Članstvo: CNMB.
- Velika ujedinjena masonska loža Brazila (Grande Loja Unida Maçônica do Brasil), skraćeno GLUMB.[77] Članstvo: SOGLIA.
- Velika ujedinjena ženska loža Brazila (Grande Loja Unida Feminina do Brasil), skraćeno GLUFB.[78]
- Velika ženska loža Brazila (Grande Loja Feminina do Brasil). Članstvo: CLIPSAS i FAMAF.
- Velika ženska loža brazilskog slobodnog zidarstva (Grande Loja feminina da Maçonaria Brasileira). Članstvo: CLIPSAS (bivši).
- Veliki masonski orijent Brazila (Grande Oriente Maçônico do Brasil), skraćeno GOMB.[79] Članstvo: CLIPSAS (bivši).
- Veliki masonski orijent i Kraljevski luk (Grande Oriente Maçônico e Arco Real), skraćeno GOAR. Članstvo: SOGLIA.
- Veliki nacionalni orijent "Slava Zapada" Brazila (Grande Oriente Nacional "Gloria do Ocidente" do Brasil).[80] Članstvo: CLIPSAS.
- Veliki panamerički masonski orijent (Grande Oriente Massonico Panamericano). Članstvo: CLIPSAS.
- Veliki ženski orijent Brazila (Grande Oriente Feminino do Brasil)[81]

## Čile
- Velika loža Čilea  (španj. Gran Logia de Chile)[82] je regularna velika loža u Čileu. Članstvo: CMI.
- Velika mješovita loža Čilea (Gran Logia Mixta de Chile).[83] Članstvo: FMC i CLIPSAS.
- Veliki orijent Čilea (Gran Oriente de Chile).[84] Članstvo: FMC i CLIPSAS.
- Veliki orijent Latinske Amerike (Gran Oriente Latinoamericano), skraćeno GOLA.[7] Članstvo: FMC i CLIPSAS.
- Velika loža Čilea Drevnog i prihvaćenog škotskog obreda (Gran Logia del Rito Escocés Antiguo y Aceptado de Chile).[85] Članstvo: ICUGL.
- Velika ženska loža Čilea (Gran Logia Femenina de Chile).[86] Članstvo: FMC, FAMAF i CLIPSAS.
- Čileanska pionirska federacija "Le Droit Humain" je (Le Droit Humain de la Federación Pionera Chilena) je ogranak međunaronog Le Droit Humain-a.[87]
- Velika autonomna loža Čilea (Gran Logia Autónoma de Chile), skraćeno GLACh.[88] Članstvo: FMC.
- Velika nacionalna loža Čilea (Gran Logia Nacional de Chile).[89] Članstvo: SOGLIA.
- Kotarska velika loža Južne Amerije – Južna divizija (engl. District Grand Lodge of South America, Southern Division) je kotarska velika loža u strukturi Ujedinjene velike lože Engleske (UGLE) koja djeluje u Argentini, Čileu i Urugvaju.

## Ekvador
- Velika loža Ekvadora  (španj. Gran Logia del Ecuador ), skraćeno GLE,[90] je regularna velika loža u Ekvadoru. Članstvo: CMI, CMB.
- Velika ekvinocijska loža Ekvadora (Gran Logia Equinoccial del Ecuador), skraćeno GLEDE.[91] Članstvo: CMI.
- Veliki ekvadorski orijent Nove ere (Gran Oriente Ecuatoriano Nueva Era), skraćeno GROENE.[92] Članstvo: CLIPSAS.
- Velika zapadna loža Ekvadora (Gran Logia Occidental del Ecuador), skraćeno GLOE.
- Veliki orijent Ekvadora (Gran Oriente del Ecuador).
- Veliki ujedinjeni orijent Republike Ekvador (Gran Oriente Unido de la República del Ecuador), skraćeno GOUdRE.
- Velika južnoamerička loža orijenta Ekvador (Gran Logia Suramericana Oriente de Ecuador)
- Velika loža masonskog reda Baphomet (Gran Logia Masónica Ordinis Baphomet), skraćno GLOB.[93]
- Velika ujedinjena loža Ekvadora (Gran Logia Unida del Ecuador), skraćeno GLUE.[94]
- Velika loža južnog kotara (Gran Logia Distrital del Sur), skraćeno GLDdS.[95]

## Francuska Gijana
- Pokrajina Gijana (fran. Province de Guyane) je administrativna regija u Francuskoj Gijani u strukturi Nacionalne velike lože Francuske (GLNF).[96]

## Kolumbija
- U Kolumbiji djeluje sedam regularnih velikih loža priznatih od Ujedinjene velike lože Engleske:
  - Velika loža Kolumbije (španj. Gran Logia de Colombia)[97] sa sjedištem u Bogoti. Članstvo: CMC, CMI i CMB.
  - Nacionalna velika loža Kolumbije (Gran Logia Nacional de Colombia)[98] sa sjedištem u Barranquilli. Članstvo: CMC, CMI i CMB.
  - Zapadna velika loža Kolumbije (Gran Logia Occidental de Colombia), skraćeno GLOdC,[99] sa sjedištem u Caliju. Članstvo: CMC, CMI i CMB.
  - Najuzvišenija nacionalna velika loža Kolumbije (Serenisima Gran Logia Nacional de Colombia)[100] sa sjedištem u Cartageni de Indias. Članstvo: CMC, CMI i CMB.
  - Orijentalna velika loža Kolumbije "Francisco de Paula Santander" (Gran Logia Oriental de Colombia "Francisco De Paula Santander")[101] Članstvo: CMC, CMI i CMB.
  - Velika loža Anda (Gran Logia de Los Andes)[102] sa sjedištem u Bucaramangi. Članstvo: CMC, CMI i CMB.
  - Velika loža "Benjamin Herrera" (Gran Logia Benjamín Herrera), skraćeno GLBH,[103] sa sjedištem u Santa Marti. Članstvo: CMI te CLIPSAS (bivši).
- Velika loža Córdobe (Gran Logia de Córdoba). Članstvo: CMI.
- Kolumbijska federacija masonskih loža (Federación Colombiana de Logias Masónicas). Članstvo: CLIPSAS.
- Velika loža sjevera Kolumbije (Gran Logia del Norte de Colombia).[104] Članstvo: CLIPSAS.
- Velika središnja loža Kolumbije (Gran Logia Central de Colombia), skraćeno GLCC.[105] Članstvo: CLIPSAS.
- Velika škotska loža Kolumbije (Gran Logia Escocista de Colombia), skraćeno GLEC.[106] Članstvo: ICUGL.
- Kolumbijska federacija "Le Droit Humain" je (Le Droit Humain de la Federación Colombiana) je ogranak međunaronog Le Droit Humain-a.[107]
- Velika loža departmana Antioquia (Gran Logia del departamento de Antioquia)[108] djeluje u  departmanu Antioquia. Članstvo: CMSA.

## Paragvaj
- Simbolička velika loža Paragvaja  (španj. Gran Logia Simbólica del Paraguay)[109] je regularna velika loža u Paragvaju. Članstvo: CMI.
- Velika loža Republike Paragvaj (Gran Logia de la República del Paraguay), skraćeno GLLAMP.[110] Članstvo: ICUGL.
- Velika regularna masonska loža Paragvaja (Gran Logia Masónica Regular del Paraguay). Članstvo: SOGLIA.
- Velika regularna višeritualna loža Paragvaja (Gran Logia Regular Multiritualistica del Paraguay).[111] Članstvo: SOGLIA.
- Paragvajska federacija "Le Droit Humain" (Le Droit Humain de la Federación Paraguaya) je ogranak međunaronog Le Droit Humain-a.[112]
- Velika simbolička loža Paragvaja (Gran Logia Simbólica del Paraguay)[113]
- Velika tradicionalna loža Paragvaja (Gran Logia Tradicional del Paraguay), skraćeno GLTPy.[114] Članstvo: CMSA.

## Peru
- Velika loža Perua  (španj. Gran Logia del Perú)[115][116] je regularna velika loža u Peruu. Članstvo: CMI, CMB.
- Velika ustavna loža Perua (Gran Logia Constitucional del Perú).[117] Članstvo: CLIPSAS.
- Peruanska pionirska federacija "Le Droit Humain" je (Le Droit Humain de la Federación Pionera Peruana) je ogranak međunaronog Le Droit Humain-a.
- Velika ženska loža Perua (Gran Logia Femenina del Perú)[118]
- Velika istočna loža Perua (Gran Logia Oriental del Peru). Članstvo: CLIPSAS (bivši).

## Surinam
- Pokrajinska velika loža Surinama (nizo. Provinciale Grootloge Suriname) je pokrajinska velika loža u Surinamu u strukturi Velikog orijenta Nizozemske (GON).

## Urugvaj
- Velika loža slobodnog zidarstva Urugvaja  (španj. Gran Logia de la Masonería del Uruguay)[119] je regularna velika loža u Urugvaju. Članstvo: CMI.
- Urugvajska pionirska federacija "Le Droit Humain" je (Le Droit Humain de la Federación Pionera Uruguaya) je ogranak međunaronog Le Droit Humain-a.
- Veliki slobodnozidarski orijent Urugvaja (Gran Oriente de la Franc-Masonería del Uruguay), skraćeno GOFMU.[120] Članstvo: CLIPSAS.
- Velika ženska loža Urugvaja (Gran Logia Femenina de Uruguay).[121] Članstvo: FAMAF.
- Veliki orijent Urugvaja (Gran Oriente de Uruguay)[122] Članstvo: ICUGL.
- Kotarska velika loža Južne Amerije – Južna divizija (engl. District Grand Lodge of South America, Southern Division) je kotarska velika loža u strukturi Ujedinjene velike lože Engleske (UGLE) koja djeluje u Argentini, Čileu i Urugvaju.

## Venezuela
- Velika loža Republike Venezuele  (španj. Gran Logia de la República de Venezuela), skraćeno GLRV,[123] je regularna velika loža u Venezueli. Članstvo: CMI, CMB.
- Velika suverena loža Venezuele (Gran Logia Soberana de Venezuela).[124] Članstvo: CLIPSAS.
- Velika ženska simbolička loža Venezuele (Gran Logia Simbólica Femenina de Venezuela), skraćeno GLSFV. Članstvo: FAMAF.
- Velika loža Guayane u Venezueli (Gran Logia de Guayana – Venezuela)[125] nalazi se u Ciudad Guayana. Članstvo: CMSA.